# Lapalisse
Lapalisse település Franciaországban, Allier megyében. Lakosainak száma 3127 fő (2022. január 1.). Lapalisse Barrais-Bussolles, Billezois, Périgny, Saint-Prix, Servilly és Varennes-sur-Tèche községekkel határos.

## Népesség
A település népességének változása:
| Lakosok száma | 3528 | 3553 | 3603 | 3217 | 3105 | 3067 | 3123 | 3144 | 3137 | 3127 |
|               | 1968 | 1982 | 1990 | 2006 | 2013 | 2015 | 2017 | 2019 | 2020 | 2022 |